# Гематокрит
Гематокри́т (гематокритная величина, гематокритное число) — объём красных кровяных клеток в крови. Иногда гематокрит определяется как отношение суммарного объёма всех форменных элементов (эритроциты, лейкоциты, тромбоциты) к общему объёму крови; разница, однако, невелика, поскольку 99 % общего объёма форменных элементов приходится именно на эритроциты. Гематокрит (Ht) выражают в процентах к общему объёму крови (тогда он обозначается в %), или в литрах на литр (л/л) — тогда он обозначается десятичной дробью (с точностью до сотых), соответствующей доле форменных элементов в 1 литре крови (450 мл клеток в 1 литре крови = 0,45 л/л = 45 %).
Кровь у человека на 36—48 % состоит из форменных элементов, на 52—64 % из плазмы — жидкого межклеточного вещества, содержащего 90—93 % воды и 7—10 % сухого вещества (белки, углеводы, соли). Гематокрит — это соотношение объёма эритроцитов к общему объёму крови. Референсные значения могут варьироваться между лабораториями и в зависимости от используемого теста. Обычно в норме гематокрит мужчины равен 40,7 %—50,3 %, а женщины — 36,1 %—44,3 %. У новорождённых гематокрит примерно на 20 % выше, а у маленьких детей — примерно на 10 % ниже, чем у взрослого.

## Методика определения

Схема определения гематокрита

Определение гематокрита проводится с помощью специальной стеклянной градуированной трубочки, которую заполняют кровью и центрифугируют на скорости в 10 000 оборотов в минуту в течение 5 минут. В результате процедуры кровь разделяется на плазму, лейкоцитарную плёнку и эритроцитарную массу. Доля длины трубки, заполненной эритроцитарной массой, относительно общего объёма оценивает гематокрит. Распространено использование автоматических гематологических анализаторов.

## Заболевания и состояния, сопровождающиеся изменением гематокрита

### Гематокрит повышен
- Эритроцитозы (увеличение количества эритроцитов):
  - первичные (эритремия)
  - вызванные гипоксией различного происхождения (например, адаптация к условиям высокогорья)
  - новообразования почек, сопровождающиеся усиленным образованием эритропоэтина
  - поликистоз и гидронефроз почек
- Уменьшение объёма циркулирующей плазмы (ожоговая болезнь, перитонит и др.)
- Дегидратация
- Лейкозы

### Гематокрит понижен
- Анемии
- Увеличение объёма циркулирующей крови:
  - беременность (особенно, вторая половина — физиологическая гемодилюция беременных)
  - младенческий возраст (характерно умеренное снижение)
  - гиперпротеинемии
- Гипергидратация

## Гематокрит у млекопитающих
У разных видов млекопитающих соотношение объёмов форменных элементов крови и плазмы варьируется. Так, среднее значение гематокрита заметно выше у одних видов (человек — 42, собака — 45, кошка — 40, крыса — 43, мышь — 40, коала — 43, ехидна — 48 %) и ниже у других (корова — 30, овца и свинья — 33 %). Существенно повышенные значения гематокрита характерны для морских млекопитающих: у калана гематокрит равен 52,5, северного морского слона — 57, гренландского кита — 59 и тюленя Уэдделла — 63,5 %.